# Finale du Grand Prix IAAF 1997
Navigation
Édition précédente Édition suivante
La 13e Finale du Grand Prix de l'IAAF a eu lieu le 13 septembre 1997 au Hakata no mori stadium de Fukuoka. Vingt épreuves figurent au programme (11 masculines et 9 féminines).

## Classement général

### Hommes
1. Wilson Kipketer : 114 points
2. Lars Riedel : 99 points
3. Mark Crear : 95 points

### Femmes
1. Astrid Kumbernuss : 99 points
2. Deon Hemmings : 93 points
3. Kim Batten : 91 points

## Résultats

### Hommes
| Épreuves | Or                                     | Argent                                   | Bronze                                   |
| --- | -------------------------------------- | ---------------------------------------- | ---------------------------------------- |
| 200 m | Frankie Fredericks Namibie 19 s 81     | Obadele Thompson Barbade 20 s 19         | Jon Drummond États-Unis 20 s 32          |
| 800 m | Wilson Kipketer Danemark 1 min 42 s 98 | Patrick Ndururi Kenya 1 min 43 s 45      | David Kiptoo Kenya 1 min 44 s 09 SB      |
| Mile | Robert Andersen Danemark 4 min 04 s 53 | Hicham El Guerrouj Maroc 4 min 04 s 55   | Vénuste Niyongabo Burundi 4 min 04 s 95  |
| 5 000 m | Khalid Boulami Maroc 13 min 09 s 40    | Tom Nyariki Kenya 13 min 10 s 41         | Paul Koech Kenya 13 min 10 s 77          |
| 110 m haies | Mark Crear États-Unis 13 s 03 SB       | Florian Schwarthoff Allemagne 13 s 11 SB | Tony Jarrett Royaume-Uni 13 s 14 SB      |
| 400 m haies | Samuel Matete Zambie 48 s 01           | Stéphane Diagana France 48 s 14          | Llewellyn Herbert Afrique du Sud 48 s 45 |
| 3 000 m steeple | Joseph Keter Kenya 8 min 21 s 75       | Moses Kiptanui Kenya 8 min 21 s 87       | Bernard Barmasai Kenya 8 min 22 s 48     |
| Saut à la perche | Sergueï Bubka Ukraine 6,05 m WL        | Maksim Tarasov Russie 6,00 m             | Tim Lobinger Allemagne 5,90 m            |
| Saut en longueur | Iván Pedroso Cuba 8,53 m               | James Beckford Jamaïque 8,40 m           | Erick Walder États-Unis 8,40 m           |
| Lancer du disque | Lars Riedel Allemagne 67,98 m          | Adam Setliff États-Unis 66,12 m          | John Godina États-Unis 65,56 m           |
| Lancer du javelot | Jan Železný Tchéquie 89,58 m           | Boris Henry Allemagne 86,76 m            | Patrik Bodén Suède 86,52 m               |
| Records et Performances - AR : Record continental (area record) - CR : Record des championnats (championship record) - MR : Record du meeting (meet record) - NR : Record national (national record) - OR : Record olympique (olympic record) - PR : Record paralympique (paralympic record) - PB : Record personnel (personal best) - SB : Meilleure performance personnelle de la saison (season's best) - WL : Meilleure performance mondiale de l'année (world leader) - WJR : Record du monde junior (world junior record) - WR : Record du monde (world record) Circonstances et Conditions - DNF : N'a pas terminé (did not finish) - DNS : N'a pas pris le départ (did not start) - DQ : Disqualification (disqualification) - NM : Aucun essai valable enregistré (No Mark) - Q : Qualifié « directement » au prochain tour (ou à la prochaine compétition), lors d'une compétition majeure, grâce au classement ou à la réalisation des minima (automatic qualifier) - q : Qualifié au prochain tour (ou à la prochaine compétition), lors d'une compétition majeure, grâce au repêchage ou à la réalisation de l'une des meilleures performances parmi celles des « non qualifiés directement » (grâce au meilleur temps ou à la meilleure distance par exemple) (secondary qualifier) |                                        |                                          |                                          |

### Femmes
| Épreuves | Or                                      | Argent                                | Bronze                                     |
| --- | --------------------------------------- | ------------------------------------- | ------------------------------------------ |
| 200 m | Marion Jones États-Unis 21 s 84         | Merlene Ottey Jamaïque 21 s 92 SB     | Melinda Gainsford-Taylor Australie 22 s 43 |
| 800 m | Ana Fidelia Quirot Cuba 1 min 56 s 53   | Maria Mutola Mozambique 1 min 56 s 93 | Letitia Vriesde Suriname 1 min 59 s 73     |
| Mile | Carla Sacramento Portugal 4 min 40 s 25 | Jackline Maranga Kenya 4 min 40 s 44  | Julie Henner États-Unis 4 min 40 s 92      |
| 5 000 mètres | Sally Barsosio Kenya 15 min 13 s 46     | Lydia Cheromei Kenya 15 min 15 s 64   | Paula Radcliffe Royaume-Uni 15 min 17 s 02 |
| 100 m haies | Michelle Freeman Jamaïque 12 s 40       | Ludmila Engquist Suède 12 s 48        | Dionne Rose Jamaïque 12 s 81               |
| 400 m haies | Kim Batten États-Unis 53 s 45           | Deon Hemmings Jamaïque 53 s 98        | Tetyana Tereshchuk Ukraine 54 s 37         |
| Saut en hauteur | Inha Babakova Ukraine 2,02 m SB         | Yuliya Lyakhova Russie 1,99 m PB      | Monica Iagăr Roumanie 1,96 m               |
| Triple saut | Ashia Hansen Royaume-Uni 15,15 m CR     | Šárka Kašpárková Tchéquie 14,94 m     | Rodica Mateescu Roumanie 14,59 m           |
| Lancer du poids | Astrid Kumbernuss Allemagne 20,95       | Vita Pavlysh Ukraine 20,59 m          | Irina Korzhanenko Russie 19,06 m           |
| Records et Performances - AR : Record continental (area record) - CR : Record des championnats (championship record) - MR : Record du meeting (meet record) - NR : Record national (national record) - OR : Record olympique (olympic record) - PR : Record paralympique (paralympic record) - PB : Record personnel (personal best) - SB : Meilleure performance personnelle de la saison (season's best) - WL : Meilleure performance mondiale de l'année (world leader) - WJR : Record du monde junior (world junior record) - WR : Record du monde (world record) Circonstances et Conditions - DNF : N'a pas terminé (did not finish) - DNS : N'a pas pris le départ (did not start) - DQ : Disqualification (disqualification) - NM : Aucun essai valable enregistré (No Mark) - Q : Qualifié « directement » au prochain tour (ou à la prochaine compétition), lors d'une compétition majeure, grâce au classement ou à la réalisation des minima (automatic qualifier) - q : Qualifié au prochain tour (ou à la prochaine compétition), lors d'une compétition majeure, grâce au repêchage ou à la réalisation de l'une des meilleures performances parmi celles des « non qualifiés directement » (grâce au meilleur temps ou à la meilleure distance par exemple) (secondary qualifier) |                                         |                                       |                                            |